# Weslaco
Weslaco é uma cidade localizada no estado norte-americano de Texas, no Condado de Hidalgo.

## Demografia
Segundo o censo norte-americano de 2000, a sua população era de 26.935 habitantes.
Em 2006, foi estimada uma população de 32.092, um aumento de 5157 (19.1%).

## Geografia
De acordo com o United States Census Bureau tem uma área de
33,1 km², dos quais 32,9 km² cobertos por terra e 0,2 km² cobertos por água.

## Localidades na vizinhança
O diagrama seguinte representa as localidades num raio de 8 km ao redor de Weslaco.